# 远志目
 远志目是 1981年的克朗奎斯特分类法列出的一个目，包括7科，1998年根据基因亲缘关系分类的APG 分类法认为应该取消这个目，其属下的各个科被分别放到其他各目之下， 2003年经过修订的APG II 分类法维持原分类。

## 科
- 金虎尾科 Malpighiaceae
- 蜡烛树科 Vochysiaceae
- 三角果科 Trigoniaceae
- 孔药花科 Tremandraceae
- 远志科 Polygalaceae
- 黄叶树科 Xanthophyllaceae
- 刺球果科 Krameriaceae